# Montfaucon (Gard)
Montfaucon település Franciaországban, Gard megyében. Lakosainak száma 1525 fő (2022. január 1.). Montfaucon Caderousse, Laudun-l’Ardoise, Roquemaure, Saint-Geniès-de-Comolas és Orange községekkel határos.

## Népesség
A település népességének változása:
| Lakosok száma | 658  | 1153 | 1266 | 1295 | 1438 | 1455 | 1492 | 1521 | 1521 | 1525 |
|               | 1968 | 1982 | 1990 | 2006 | 2013 | 2015 | 2017 | 2019 | 2020 | 2022 |